# 太鼓持ちの達人〜正しい××のほめ方〜
『太鼓持ちの達人〜正しい××のほめ方〜』（たいこもちのたつじん ただしいばつばつのほめかた）は、2015年1月12日から3月30日まで毎週月曜日23:58 - 翌0:45に、テレビ東京系の「ソコアゲ★ナイト」月曜枠で放送された日本のテレビドラマ。主演は手塚とおる。

## あらすじ
あるゲームメーカーが、NASAとの共同開発でパソコン用オンラインゲーム『世渡りWARS』を発売した。それは、ログインしたユーザーに合わせて今後起こりうるであろうさまざまなシチュエーションで相手を上機嫌にさせる交渉術を遊びながら学ぶゲームであり、作中には「大佐」、「参謀」、「分析官」と呼ばれる3人がエリート指南役として登場するが、現実社会の彼らはごく平凡な人生を送っている。
毎回、冒頭で今回のゲスト主人公が登場したのち、前回の粗筋を兼ねたテレビCM風の件をゲスト主人公が見て、実際にプレイするところから物語が始まる。

## キャスト

### ゲーム『世渡りWARS』の助っ人キャラクター
岡部 浩太郎（おかべ こうたろう）
演 - 手塚とおる
コードネーム：スタローン大佐。
現実世界ではスーパーの店長で、多くのクレーマーとの修羅場を褒め言葉で切り抜けてきた。
越野 銀二（こしの ぎんじ）
演 - 柄本時生
コードネーム：マイク情報分析官。
現実世界では引きこもり。メールでの口説き術を本で学び、出会い系サイトにアクセスした数々の女性をプレミアム会員（有料会員）に引き込むサクラをしている。偶然、現実世界で浩太郎、里沙と出会い、浩太郎のスーパーで働くようになる。
浦原 里沙（うらはら りさ）
演 - 木南晴夏
コードネーム：リサ作戦参謀。
現実世界では褒め言葉で多くの贔屓客を持つキャバクラのホステスだが、若いキャバ嬢からは客に媚びへつらう年増ホステスと陰口をたたかれている。

### コビーズ・ブートキャンプ
エンドクレジット後に登場するコーナー
コビー
演 - リッキー（吹替：西垣俊作）
セージー
演 - アンニーナ（吹替：野々山恵梨）
上記2名は世渡りエクササイズインストラクター。劇中では紹介されなかった相手に媚を売るシチュエーションを紹介する。

### ゲスト

#### 第1話
佐藤 直哉〈28〉
演 - 大東駿介
セカンドシステム営業部社員。
磯貝 孝彦
演 - 山本浩司
大米商事社員。佐藤の取引先担当企業。忙しさをアピールするため、商談中に無駄にタブレットを動かしニュースサイトを見たり手帳をどうでもいい内容で埋めており、会社内の立場は戦力外にある。
篤井 仁
演 - 松村雄基
大米商事部長。真冬でもシャツをまくり、筋トレで汗をかく典型的な体育会系の磯貝の上司。

#### 第2話
寺田 実日子〈24〉
演 - 南沢奈央
転職したばかりの派遣社員。根倉・田部の週一女子会に強制的に参加させられる。
根倉 涼子〈29〉
演 - 周本絵梨香
寺田の上司。ネガティブ思考でこれまで人に甘えて生きてきた。彼女に睨まれた女性社員は皆、会社を辞めていく。
田部 舞
演 - なしお成
寺田の同僚。普段は陽気な性格のデブだが、根倉のネガティブな性格が移るとやけ食いをしてしまう。

#### 第3話
国宗 大吾〈30〉
演 - 浅利陽介
影山広告社員。先輩に人数あわせのため強引に合コンに誘われるが、美沙子が参加すると聞き快諾する。調子に乗りやすい性格。
大林 真理
演 - 横澤夏子
美沙子の友達。合同コンパ幹事。都合よく勘違いし、自分がブスである事を否定し続ける。
河合 美沙子〈27〉
演 - 逢沢りな
タマベ食品社員。学生時代から可愛いと言われ慣れている。否定しても肯定するまで言われ続け、仕方なくありがとうと言うと、「うぬぼれてる」とブスの間で陰口を叩かれる。

#### 第4話
武藤 美穂〈33〉
演 - 浅見れいな
ファミリーレストランのパート従業員。連休中に家族旅行を計画しており、なんとかシフトを空けてもらおうと参戦。
本谷 朝美〈33〉
演 - 佐藤仁美
美穂の同僚。パート歴7年目のシフトリーダー。化粧品の万引きやケンカの見張り程度で大したやんちゃはしてないが、他人の武勇伝を語り自慢する元ヤン。
鎌田 麻衣
演 - みひろ
美穂の同僚。副店長の愛人で、嫌いな店員を辞めさせるかまってちゃん。

#### 第5話
吉岡 卓郎
演 - 津田寛治
木馬製鉄営業部課長。戸賀里、影野から辞表を立て続けに出され、上司に管理能力を疑われている。
戸賀里 泰介〈23〉
演 - 前野朋哉
吉岡の部下。入社1年目。悪しき慣習に意見する自分をカッコいいと思っている。しかし実は常識人であり、生活がより安定している公務員に転職するため、辞表を提出した。
影野 慎平
演 - 碓井将大
存在感の薄い吉岡の部下。実は職場のヒーローとして活躍する姿を常に妄想しており、同僚から頼られたい願望を叶えられず辞表を出す。意外と噂好きで、常に人の噂話をチェックしている。

#### 第6話
中野 陽子
演 - 宮地真緒
化粧品会社社員。彼氏が出来た事を大坪に知られ睨まれる。
大坪 奈々
演 - 田中美奈子
お局様。会社に長くいるだけで開発部に口を出して出世コースを外れ現在経理部。未だ独身の私情で中野をいびろうとする。
下仁田 裕二
演 - 春海四方
商談相手。笑いのセンスがなく、下ネタを連発するセクハラ親父。

#### 第7話
高木 秀介
演 - 落合モトキ
営業マン。成田に失望され担当を変わるよう強要されるが、周りに断られキャバクラでの接待に賭けている。褒めの経験があり多少の自信を見せる。
成田 兼男
演 - 岩崎う大（かもめんたる）
キャンパスライフを地味に過ごしIT企業で大成功を収めた成金長者。成功者の教訓をさも自分で編み出したかのように語り、相手からの意見は許さない。
長井 壮一郎
演 - 大堀こういち
居酒屋で接待の結果を聞くが、過去の失敗を責めだし、大人しい高木をストレス解消の捌け口にするパワハラ上司。

#### 第8話
加納 佳乃
演 - 高橋愛
銀行員の新婚妻。結婚を機に社宅へ引越し、初の妻会合で、以前、栗子の機嫌を損ねた家族が左遷された事を知り焦る。
若津 栗子
演 - 藤吉久美子
娘と同じ服を買い、あひる口を強調する頭取の若作り妻。実は46歳。
益井 友里
演 - 明星真由美
直属上司の妻。試行錯誤の創作料理を作るが、その割に味は普通。馬鹿舌で高級ブランド素材を使えば美味しくなると思っている。

#### 第9話
降須 竜
演 - 高橋努
ブラック企業会社員。会社に嫌気が差し、転職誌を読んでいる時に空から降ってきた『世渡りWARS』をプレイする。対象が多すぎたため、隠しモード「死亡遊戯」に挑む。
江瀬員 太郎
演 - 安井順平
常にプレジデント誌を読み、名刺、ビジネス用語をファッションとして使い、理論武装している。
子盆野
演 - 岩渕敏司
親馬鹿な上司。仕事中に娘「はーたん」の動画を見ている。
小判座 芽太
演 - 藤原光博（リットン調査団）
上には媚びへつらい、下には見下しながらも、それなりのプライドもあるコバンザメ。
矢沢 司
演 - 加藤諒
能力が高く、正論で言い返し余計に腹が立つ、年下の上司。
※他にお山の大将の猿山、出世欲の塊上田がいる。

#### 第10話
新津間 紗和
演 - 前田亜季
新婚妻、ドラッグストアパート。過去に「世渡りWARS」で現在の旦那をゲット、姑や大家に干渉されたくない生活を送りたくて再びプレイ。
新津間 修子
演 - 角替和枝
紗和の姑。一人息子の司が好きすぎて、暇があれば息子の家にやってくる。将来的には息子夫婦と同居したいと思っている。演じる角替はマイク役の柄本の母である。
瀬和谷 代五郎
演 - 諏訪太朗
大家。親切が好きだが尊敬されたくてやっており、ボランティアや寄付は大嫌いな偽善者。自分の意見に同意しないとキレる。
岡部 福太郎（おかべ ふくたろう）
演 - 鈴木福（第11話、第12話）
浩太郎の息子で父親の作文を書くためスーパーに来るが客を誉めて頭を下げる父の姿を情けなく思う。友達から「お前の父親は岡部ではなくおべっかだ」と言われ虐められている。最終話のターゲットでもある。

#### 第11話
富田 明日美
演 - 岩佐真悠子
受付嬢。30近くになり結婚を焦り始め俳優の夢を諦めなかった彼氏を振り、年収1000万以上、職業面でも見栄が張れる異性との結婚がしたくて婚活パーティーに挑む。
深郷田 邦彦
演 - 古谷佳也
弁護士バッジを付けていると思った明日美が最初にアプローチする男性。過去に恋人に友達との3股をかけられていた。年収はOKだったが、実はカタツムリ養殖業者事だった事がわかり明日美に断られる。
草薙
世界で活躍し年収2600万。外国人コーデをそのまま真似て知識も豊富だが大人のおもちゃを持ち歩くほどの絶倫。
神宮寺 輝彦
演 - 滝口幸広
年収3800万の外資系商社マン。誉められなれており、外見、容姿、学歴まで完璧な上、莫大な遺産もあるパーフェクト男子。女性参加者に囲まれているが、明日美のアプローチに対して運命のカードを渡す。
※その他小心者（笠松将）、低い声の男性がいる。

#### 第12話（最終回）
浩太郎の妻
演 - ふせえり
結婚記念日を忘れた上、昨日髪を切った事に気がつかなかった浩太郎に怒り、実家に帰ろうとする。

## スタッフ
- 原案 - トキオ・ナレッジ『正しいブスのほめ方』『正しい太鼓のもち方』（宝島社刊）
- 脚本 - 小峯裕之、新井友香、堀雅人
- 音楽 - スキャット後藤
- 監督 - 太田勇、月川翔、小中和哉、ビーチバレー
- 主題歌 - GLIM SPANKY「褒めろよ」（ユニバーサルミュージック / Virgin Records）[5][6]
- 構成 - 伊藤正宏
- 助監督 - 柿原利幸
- プロデューサー - 濱谷晃一、太田勇、向井達矢
- ラインプロデューサー - 泉知良
- 制作協力 - ラインバック
- 製作著作 - テレビ東京

## 放送日程
| 各話   | 放送日  | サブタイトル                         | ラテ欄                             | 脚本     | 監督         |
| ------ | ------- | ------------------------------------ | ---------------------------------- | -------- | ------------ |
| 第1話  | 1月12日 | 忙しぶる人のほめかた                 | 忙しぶる男・超体育会系の男         | 小峯裕之 | ビーチバレー |
| 第2話  | 1月19日 | ネガティブ女子のほめかた             | ネガティブ女子・やさぐれデブ       | 小峯裕之 | 太田勇       |
| 第3話  | 1月26日 | ブスのほめかた                       | 攻撃的ブス・内気な美人             | 堀雅人   | 太田勇       |
| 第4話  | 2月02日 | 元ヤンのほめかた                     | 元ヤン女子・かまってちゃん         | 新井友香 | 月川翔       |
| 第5話  | 2月09日 | イマドキ部下のほめかた               | 中二病引きずり男子・存在感ゼロ男子 | 小峯裕之 | 月川翔       |
| 第6話  | 2月16日 | お局・下ネタおやじ                   |                                    |          |              |
| 第7話  | 2月23日 | 若手成金・説教好き                   |                                    |          |              |
| 第8話  | 3月02日 | 若作り・アグレッシブすぎる料理好き   |                                    |          |              |
| 第9話  | 3月09日 | 超面倒くさい上司たち                 |                                    |          |              |
| 第10話 | 3月16日 | 口うるさい姑・おっせかいなご近所さん |                                    |          |              |
| 第11話 | 3月23日 | 婚活パーティでのほめかた             |                                    |          |              |
| 第12話 | 3月30日 | 愛する家族のほめかた                 |                                    |          |              |

## ネット局と放送時間
| 放送対象地域   | 放送局             | 系列           | 放送日時                               | 放送期間                | 備考       |
| -------------- | ------------------ | -------------- | -------------------------------------- | ----------------------- | ---------- |
| 関東広域圏     | テレビ東京         | テレビ東京系列 | 月曜 23:58 - 翌0:45（23:58 - 24:45）   | 2015年1月12日 - 3月30日 | 制作局     |
| 北海道         | テレビ北海道       | テレビ東京系列 | 月曜 23:58 - 翌0:45（23:58 - 24:45）   | 2015年1月12日 - 3月30日 | 同時ネット |
| 愛知県         | テレビ愛知         | テレビ東京系列 | 月曜 23:58 - 翌0:45（23:58 - 24:45）   | 2015年1月12日 - 3月30日 | 同時ネット |
| 岡山県・香川県 | テレビせとうち     | テレビ東京系列 | 月曜 23:58 - 翌0:45（23:58 - 24:45）   | 2015年1月12日 - 3月30日 | 同時ネット |
| 福岡県         | TVQ九州放送        | テレビ東京系列 | 月曜 23:58 - 翌0:45（23:58 - 24:45）   | 2015年1月12日 - 3月30日 | 同時ネット |
| 長崎県         | 長崎放送           | TBS系列        | 水曜 0:23 - 1:10（火曜 24:23 - 25:10） | 2015年3月25日 - 6月10日 |            |
| 鹿児島県       | 鹿児島テレビ       | フジテレビ系列 | 土曜 2:25 - 3:12（金曜 26:25 - 27:12） | 2015年4月4日 - 6月20日  |            |
| 大阪府         | テレビ大阪         | テレビ東京系列 | 火曜 1:15 - 2:05（月曜 25:15 - 26:05） | 2015年4月7日 - 6月23日  |            |
| 岩手県         | 岩手めんこいテレビ | フジテレビ系列 | 土曜 1:50 - 2:40（金曜 25:50 - 26:40） | 2015年4月11日 - 6月27日 |            |
| 大分県         | 大分朝日放送       | テレビ朝日系列 | 土曜 1:55 - 2:50（金曜 25:55 - 26:50） | 2015年4月18日 - 8月29日 |            |
| 熊本県         | 熊本放送           | TBS系列        | 火曜 0:58 - 1:43（月曜 24:58 - 25:43） | 2015年4月21日 - 7月7日  |            |
| 広島県         | テレビ新広島       | フジテレビ系列 | 木曜 2:00 - 2:50（水曜 26:00 - 26:50） | 2015年5月7日 - 8月20日  | [ 注 2 ]   |
| 和歌山県       | テレビ和歌山       | 独立局         | 金曜 1:34 - 2:20（木曜 25:34 - 26:20） | 2015年5月8日 - 7月24日  |            |